# Tarcisio Bertone
Tarcisio Bertone, S.D.B. (Pijemont, 2. prosinca 1934.), je talijanski rimokatolički kardinal i bivši državni tajnik Svete Stolice. 

## Životopis
Svećenikom je postao 1960., a pripada družbi salezijanaca. Tarcisio Bertone rođen je kao peto od osmero djece u obitelji. Njegova majka bila je antifašist i kršćanski demokrat. Dao je zavjete kao salezijanac 3. prosinca 1950. godine, a za svećenika je zaređen 1. srpnja 1960. godine. Doktorirao je kanonsko pravo. Njegova doktorska disertacija je Upravljanje Crkve u misli pape Benedikta XIV. Služio je kao profesor posebne moralne teologije na Papinskom salezijanskom sveučilištu od 1967. godine dok nije imenovan profesorom kanonskog prava 1978. godine. 1988. je s grupom stručnjaka pomoagao Josephu Ratzingeru u pregovorima s Marcelom Lefebvreom. 
Kardinal Bertone autor je vatikanskog dokumenta o Međugorju. Za pobornike hercegovačkog ukazališta svojedobno je izjavio da su sekta i nazvao ih "međugorjanima" koji iznuđuju novac od vjernika. Dijeljenje letaka po crkvama u kojima se vjernike poziva na "novo ukazanje, 18. ožujka u uobičajeno vrijeme" svojedobno je proglasio pretjeranim fanatizmom, primijetivši da je teško vjerovati u ukazanje gdje se Gospa pojavljuje po prethodno zacrtanom programu, kao da je TV-emisija.
Sudjelovao je na papinskoj konklavi 2013. godine. Za svoje geslo uzeo je (lat.) Fidem custodire, concordiam servare. 